# Steatocranus rouxi
Espèce
Statut de conservation UICN

 DD  : Données insuffisantes
Steatocranus rouxi est une espèce de poissons d'eau douce téléostéens de la famille des Cichlidae (ordre des Cichliformes). C'est une espèce fluviatile endémique de la république démocratique du Congo.

## Répartition
Ce poisson est endémique de la république démocratique du Congo et ne se rencontre que dans la Lulua, une rivière du bassin du Kasaï (un affluent du Congo).

## Description
Steatocranus rouxi mesure jusqu'à 60 mm, queue non comprise. La longueur totale maximale enregistrée est de 75 mm, c'est également la taille du spécimen type étudié par Jacques Pellegrin en 1928.

## Systématique
Le nom valide complet (avec auteur) de ce taxon est Steatocranus rouxi (Pellegrin, 1928).
L'espèce a été initialement classée dans le genre Leptotilapia sous le protonyme Leptotilapia rouxi Pellegrin, 1928,. Toutefois Pellegrin note des similitudes de cette espèce avec le genre Steatocranus qui est actuellement retenu.
Steatocranus rouxi a pour synonymes :
- Leptotilapia rouxi Pellegrin, 1928
- Steatocranus elongatus Nichols & LaMonte, 1934

## Étymologie
Son épithète spécifique, rouxi, lui a été donnée en l'honneur de l'herpétologiste suisse Jean Roux (1876-1939), conservateur au musée d'histoire naturelle de Bâle qui a transmis à l'auteur une série de poissons du Kasaï.

## Publication originale
- Jacques Pellegrin, « Poisson du Kasai (Congo Belge). Description d'un genre nouveau et de quatre espèces nouvelles », Bulletin de la Société zoologique de France, Paris, Société zoologique de France, vol. 53,‎ 27 février 1928, p. 103-113 (ISSN 0037-962X et 2540-329X, OCLC 1715809, lire en ligne).